# (13849) Dunn
(13849) Dunn est un astéroïde de la ceinture principale.

## Description
(13849) Dunn est un astéroïde de la ceinture principale. Il fut découvert le 7 décembre 1999 à Socorro (Nouveau-Mexique) par le projet LINEAR. Il présente une orbite caractérisée par un demi-grand axe de 2,20 UA, une excentricité de 0,09 et une inclinaison de 4,6° par rapport à l'écliptique.

## Compléments